# طوفان ال
طوفان ال (به انگلیسی: L Storm) یک فیلم سینمایی جنایی و اکشن هنگ کنگی به کارگردانی دیوید لام محصول سال ۲۰۱۸ این فیلم دنباله ای برای فیلم سال طوفان اس، با بازی لوئیس کو و جولیان چیانگ، در کنار اعضای جدید بازیگران کوین چنگ، استفی تانگ، پاتریک تام و مایکل تسه است.

## داستان
داستان فیلم دربارهٔ یک مأمور باتجربه به نام ویلیام لاک به همراه یک افسر واحد اطلاعات مالی است که سعی دارند تا پروندهٔ مهمی را حل کنند، اما هیچ سرنخی پیدا نمی‌کنند. در این بین بر اثر اتفاقی ویلیام از کارش اخراج می‌شود و همکارش بر این باور است که اخراج ویلیام ارتباطی مستقیم با پرونده‌شان دارد و…

## تولید
فیلمبرداری در ۲۱ اوت ۲۰۱۷ در ،توین مون هنگ کنگ آغاز شد. در ۲۳ اکتبر ۲۰۱۷ پس از فیلمبرداری از صحنه اکشن نهایی خود در یک قایق تفریحی که در آن بازیگران لوئیس کو و کوین چنگ در حال شکار مجرمان بودند، به پایان رسید.

## باکس آفیس
در هنگ کنگ، این فیلم در طی اکران خود از ۲۳ آگوست تا ۲۱ اکتبر ۲۰۱۸ به‌طور کلی ۱۷٬۴۱۲٬۲۶۶ هنگ کنگ درآمد داشته‌است و یکی از چهار فیلم پردرآمد داخلی در سال ۲۰۱۸ بود.
در چین، این فیلم در مجموع ۴۴۲٬۹۸۶٬۰۰۰ پوند درآمد کسب کرد.